# Alessandro De Bosdari

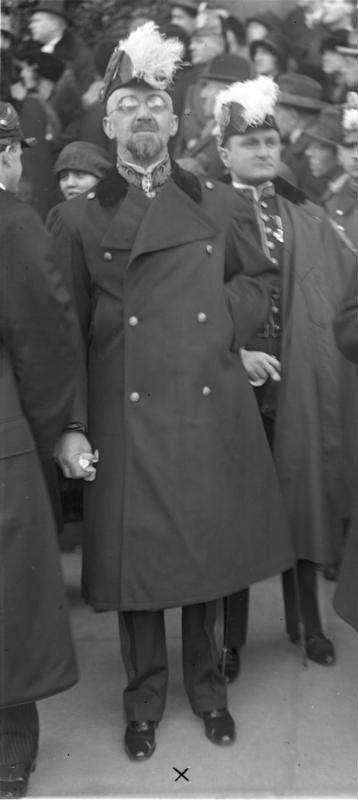
Graf Bosdari

Conte Alessandro De Bosdari (* 10. Mai 1867 in Bologna; † 12. Mai 1929 in Bologna) war ein italienischer Diplomat und Botschafter in Deutschland (1922–1926).

## Leben
Nach seinem Studium in Jura und Literaturwissenschaften trat Bosdari in den diplomatischen Dienst ein. Seit 1899 Sekretär im Außenministerium wurde er später Botschaftsrat in Madrid und Lissabon, anschließend Gesandter in Sofia und Athen und schließlich 1918 Leiter der italienischen Delegation zur Konferenz über eine Kriegsgefangenenkonvention in Bern. 1919 war er Erster Gesandter in Brasilien. 1920 bis 1922 wurde er Gouverneur von Rhodos. Ab November 1922 bis März 1926 diente Bosdari als Botschafter in Berlin.